# Radverkehr in Karlsruhe
Der Radverkehr in Karlsruhe ist eine der tragenden Säulen im Stadtverkehr von Karlsruhe. Karlsruhe, als Universitätsstadt, hat einen sehr hohen Radverkehrsanteil von 31 Prozent, bei allen Wegen der Stadtbewohner. Im Binnenverkehr liegt dieser bei 34 % (Stand 2023). Dies kann auf die sehr hohe Zahl von Studierenden und zahlreichen im Stadtgebiet verteilten Hochschul- und Arbeitsplatzschwerpunkten im Technologie- und Dienstleistungsbereich zurückgeführt werden.

## Jüngere Geschichte
Bis etwa 2000 hatte Karlsruhe innerstädtisch vor allem Radwege angelegt, die mit geringer Breite und nur durch geringen Kontrast in der Färbung von dem vom Fußverkehr genutzten Flächen getrennt waren. Für dieses Radwege wurden häufig die vorher schon bestehenden Gehwege umgebaut. Somit wurde häufig dem Fußverkehr Platz entzogen, was nicht selten zu Konflikten zwischen diesen beiden Gruppen führte.
Unter dem langjährigen Bürgermeister Ullrich Eidenmüller (FDP, 1984–2008), damals neu für Planung zuständig, wurde ein BYPAD-Verfahren durchgeführt, um die künftige Fahrradpolitik breit zu entwickeln und breit zu verankern. Konkreter Anlass war, dass Karlsruhe nicht nur beim ADFC-Fahrradklimatest 2003 schlecht abschnitt, sondern auch bei einem Test Radfahren in (Groß-)Städten des ADAC nur auf Platz 18 von 22 untersuchten Städten kam.
Als Ergebnis des BYPAD-Verfahrens wurde 2005 im Gemeinderat einstimmig das 20-Punkte Programm verabschiedete, als Richtschnur des Verwaltungshandelns bei Planung und Betrieb für den Radverkehr. Einige der ambitionierten Ziele wurden erreicht oder sogar übertroffen.
2013 erfolgte eine Nachsteuerung, und für einige Aspekte wurden neue Ziele oder Maßnahmenpakete definiert. Das 20-Punkte-Programm wurde ergänzt und geringfügig abgeändert. In der Praxis wurden aber auch einige der Ziele und konkret definierten Maßnahmen nicht erreicht bzw. umgesetzt. So wurden die Unfallzahlen nicht entsprechend der Zielsetzungen gesenkt. Es wurde keine spezielle Analyse der Unfälle mit Beteiligung von Radfahrenden vorgenommen, sondern mit eigenen Mitteln eine allgemeine Unfallanalyse durchgeführt. Im Ergebnis wurde 2014 ein Verkehrssicherheitskonzept verabschiedet. Daraus abgeleitete Maßnahmen waren oft nicht sehr wirkungsvoll und gingen selten über das zuvor schon normale Handeln der Verwaltung hinaus. Dies wurde zum Beispiel in Freiburg anders gehandhabt, wo im Nachgang einer entsprechend detaillierten Unfallanalyse zu (unerlaubtem) linksfahrendem Radverkehr und zu Abbiegeunfällen konkrete strecken- oder punktbezogene Maßnahmen umgesetzt wurden.
In Karlsruhe wurde startend mit der Verabschiedung des 20-Punkte-Programms und verstärkt unter dem Baubürgermeister Michael Obert (FDP, 2008–2018) in den Jahren seit etwa 2005 begonnen, die Anlagen für den Fahrradverkehr systematisch entsprechend dem damals und heute aktuellen Stand der Regelwerke der FGSV, in Hauptverkehrsstraßen vor allem mit Radfahrstreifen und Schutzstreifen auszubauen. Dies geschah in den letzten Jahren vermehrt auch unter Entfall von Fahrstreifen für den Kfz-Verkehr oder Platz zum Parken am Fahrbahnrand (Beispiele Rheinstraße, Erzbergerstraße).
Obert sagte bei seiner Verabschiedung 2018 bezogen auf den Radverkehr in Karlsruhe, man sei noch nicht dort angekommen, wo man hinwolle.
Als eine der ersten Kommunen führte Karlsruhe 2023, kurz nach dem Einführen des Grünpfeil für Radfahrende in der StVO, diesen an über 50 Kreuzungen ein.

## Infrastruktur zum Radfahren

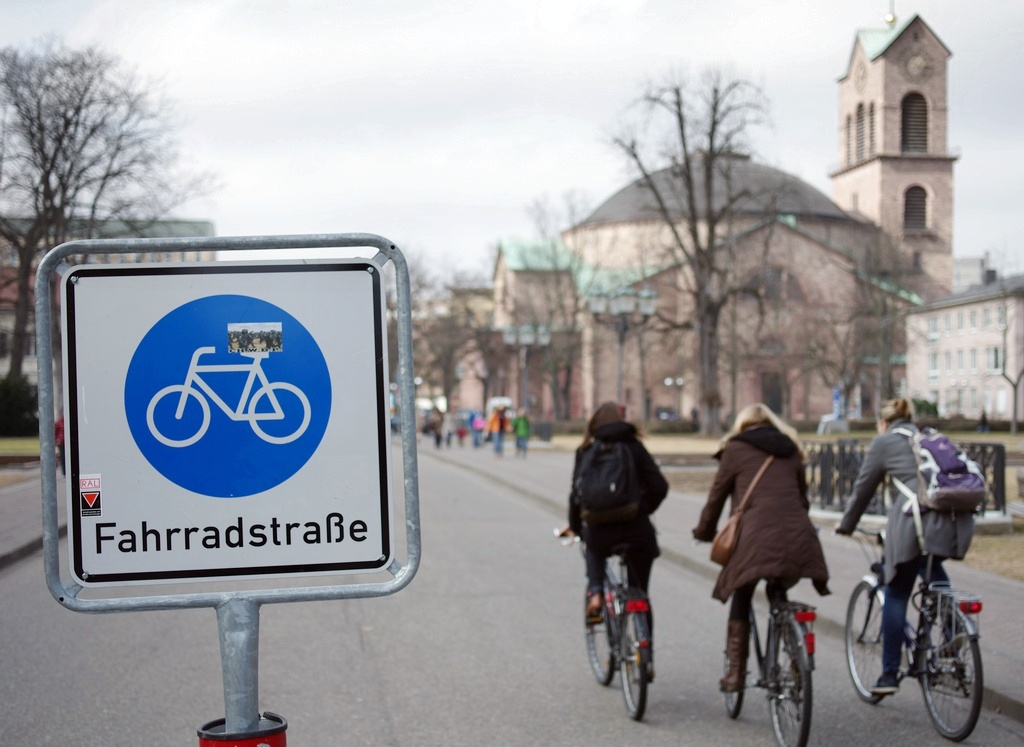
Die einzige Fahrradstraße ohne Freigabe für andere Verkehre, die Erbprinzenstraße
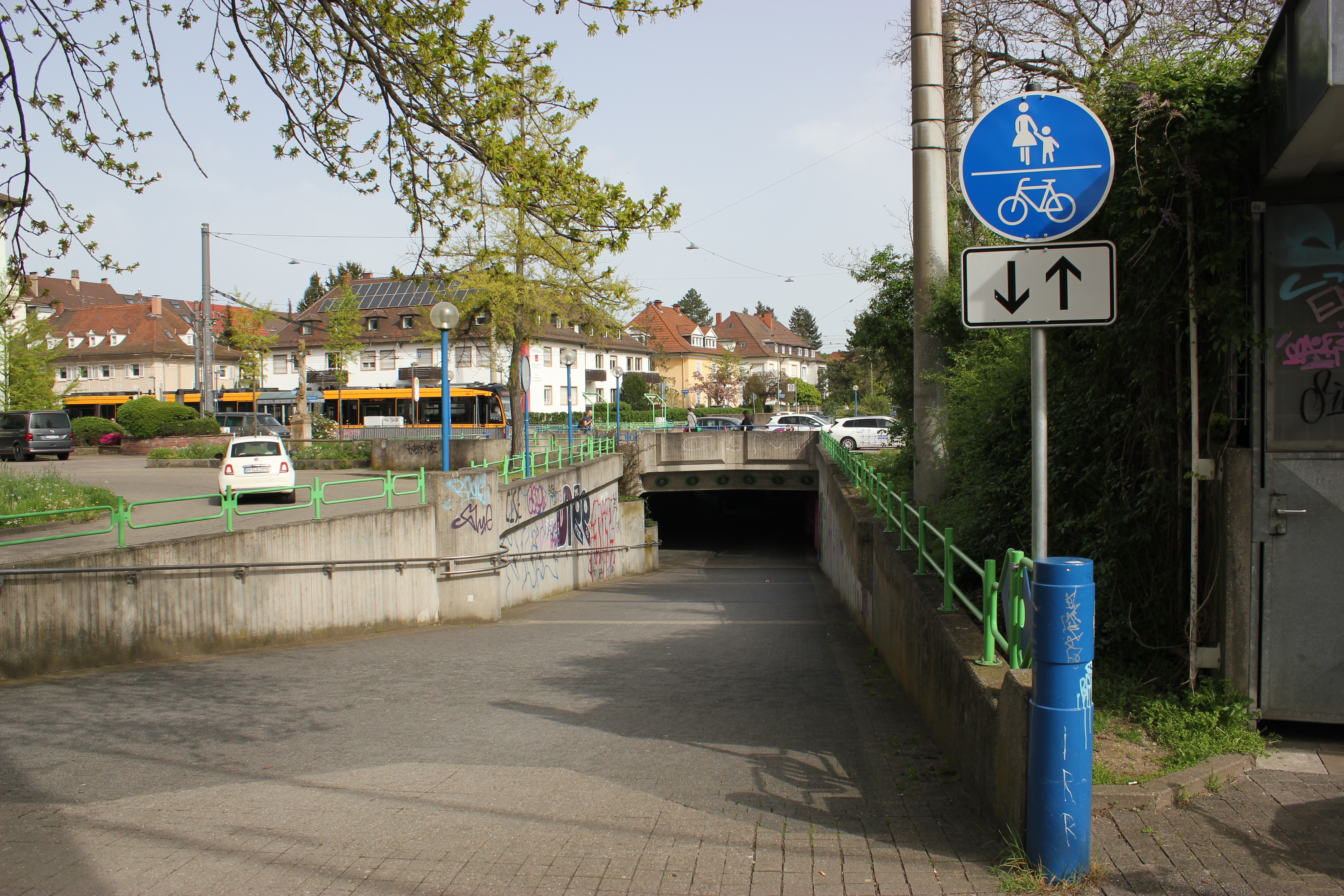
Unterführung, gemeinsam mit Fußverkehr
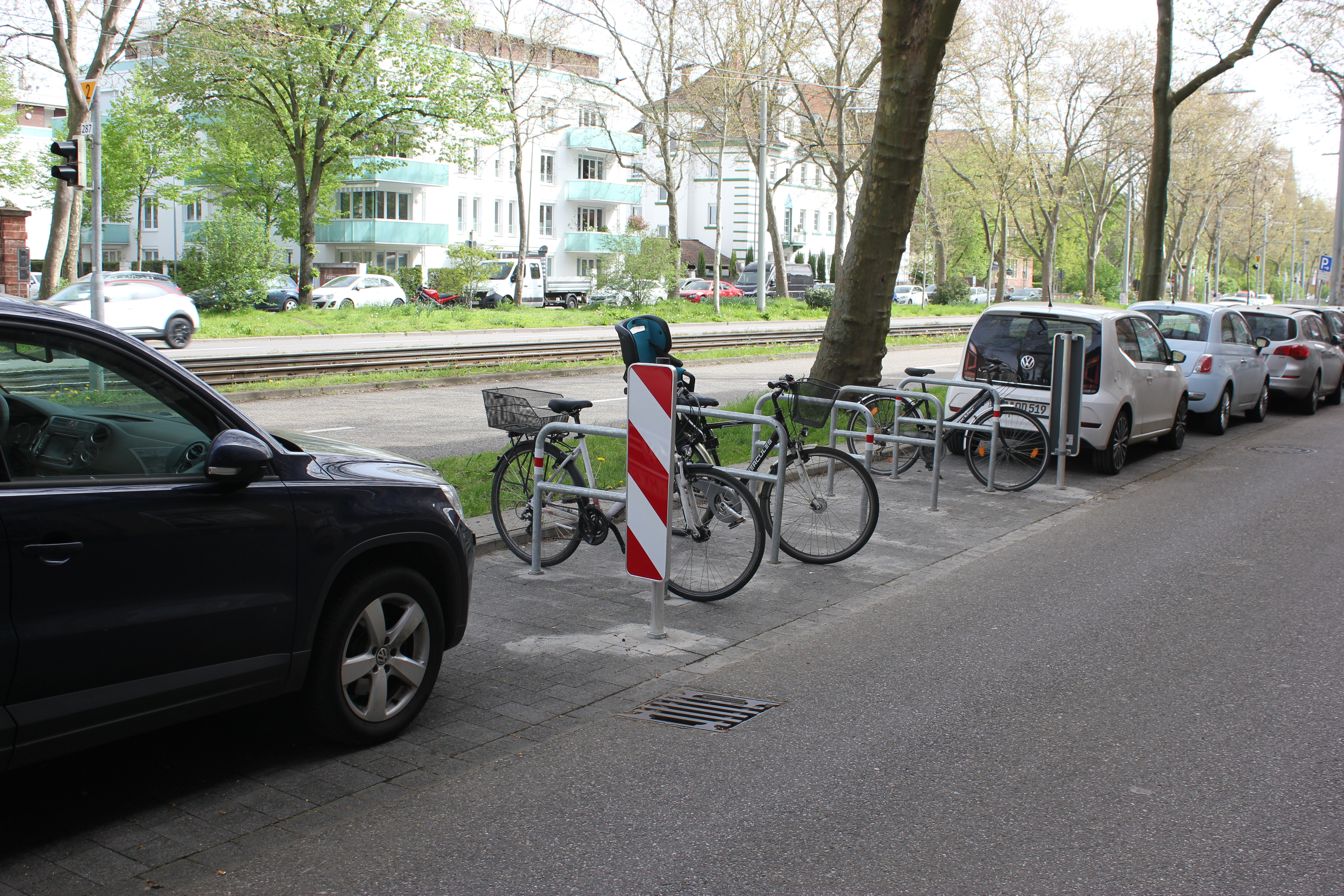
Öffentliches Fahrradparken auf ehemaligen Kfz-Parkständen
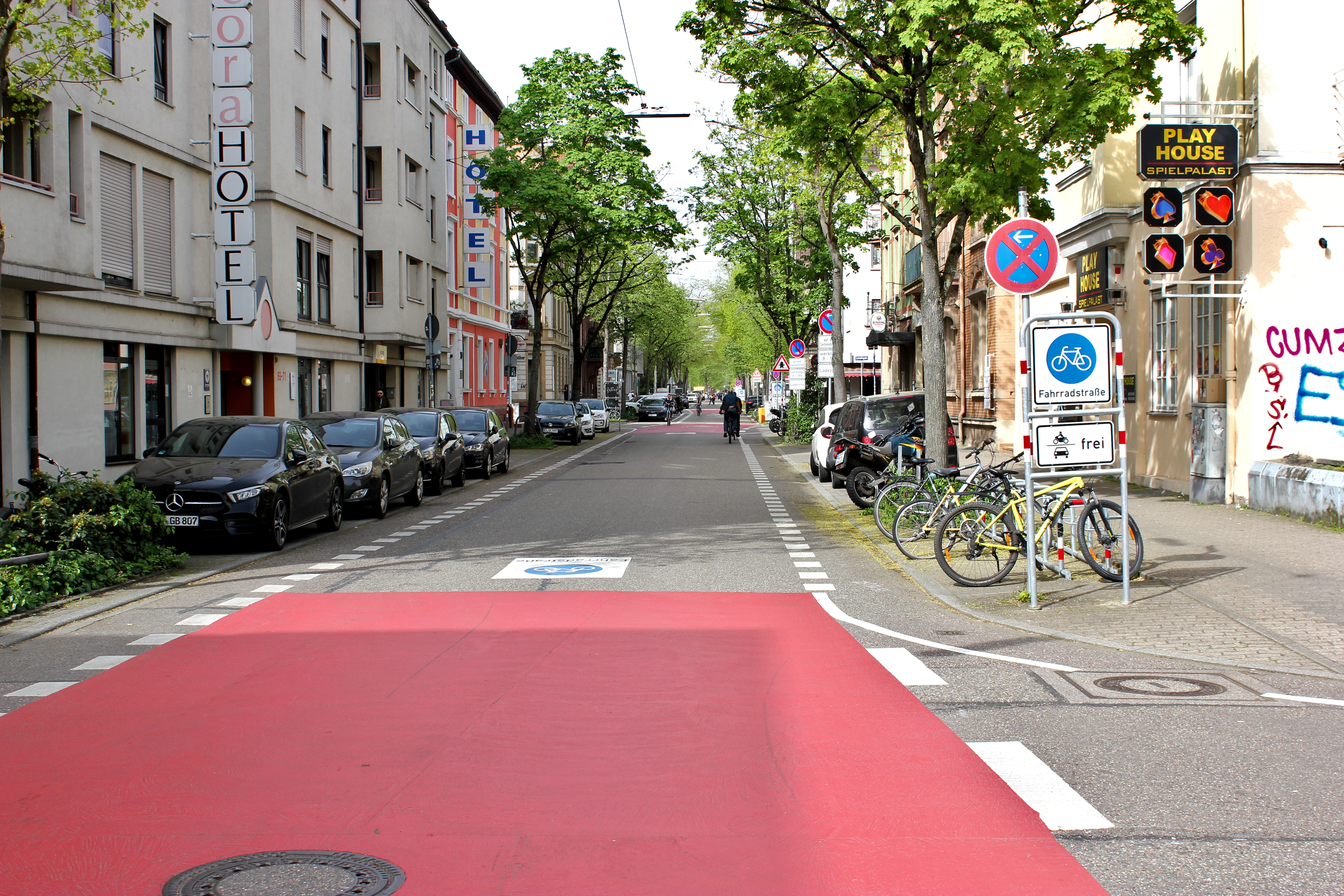
Die längste Fahrradstraße mit der neuesten Gestaltung: Sophienstraße
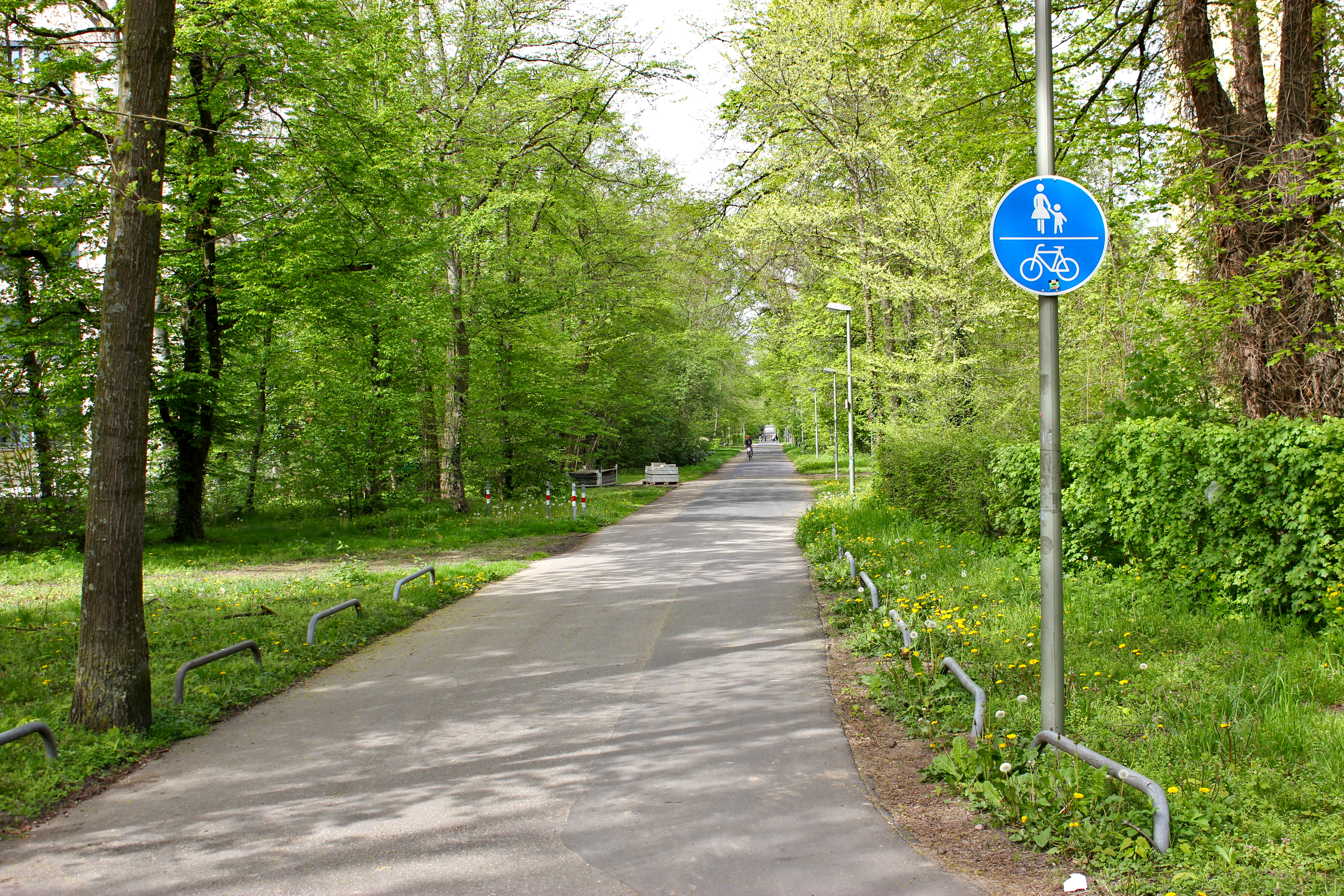
Knielinger Allee als selbständig geführter gemeinsamer Geh- und Radweg

An etlichen Hauptverkehrsstraßen und anderen stärker von Kfz belasteten Straßen bestehen Radwege, Radfahrstreifen oder Schutzstreifen. Innerstädtisch bestehen nur noch an einigen wenigen Straßen, wie der Reinhold-Frank-Straße, straßenbegleitend gemeinsame Führungen von Fuß- und Radverkehr. Abseits der Hauptverkehrsstraßen sind im Straßennetz fast vollständig Tempo-30-Zonen ausgewiesen, wo Radverkehr gemeinsam mit dem dort meist geringen Kfz-Verkehr die Fahrbahn benutzt. Hinzu kommt ein umfangreiches Netz von straßenunabhängigen Wegen, die meist gemeinsam mit dem Fußverkehr genutzt werden, in Grünanlagen, das Stadtgebiet durchquerend entlang der Alb, in Wäldern wie dem Hardtwald im nördlichen und südlichen Stadtgebiet oder dem Oberwald im zentralen Bereich. In diesem Wegenetz bestehen etliche Brücken über Auto- oder Eisenbahnen, Schnellstraßen oder Gewässer.

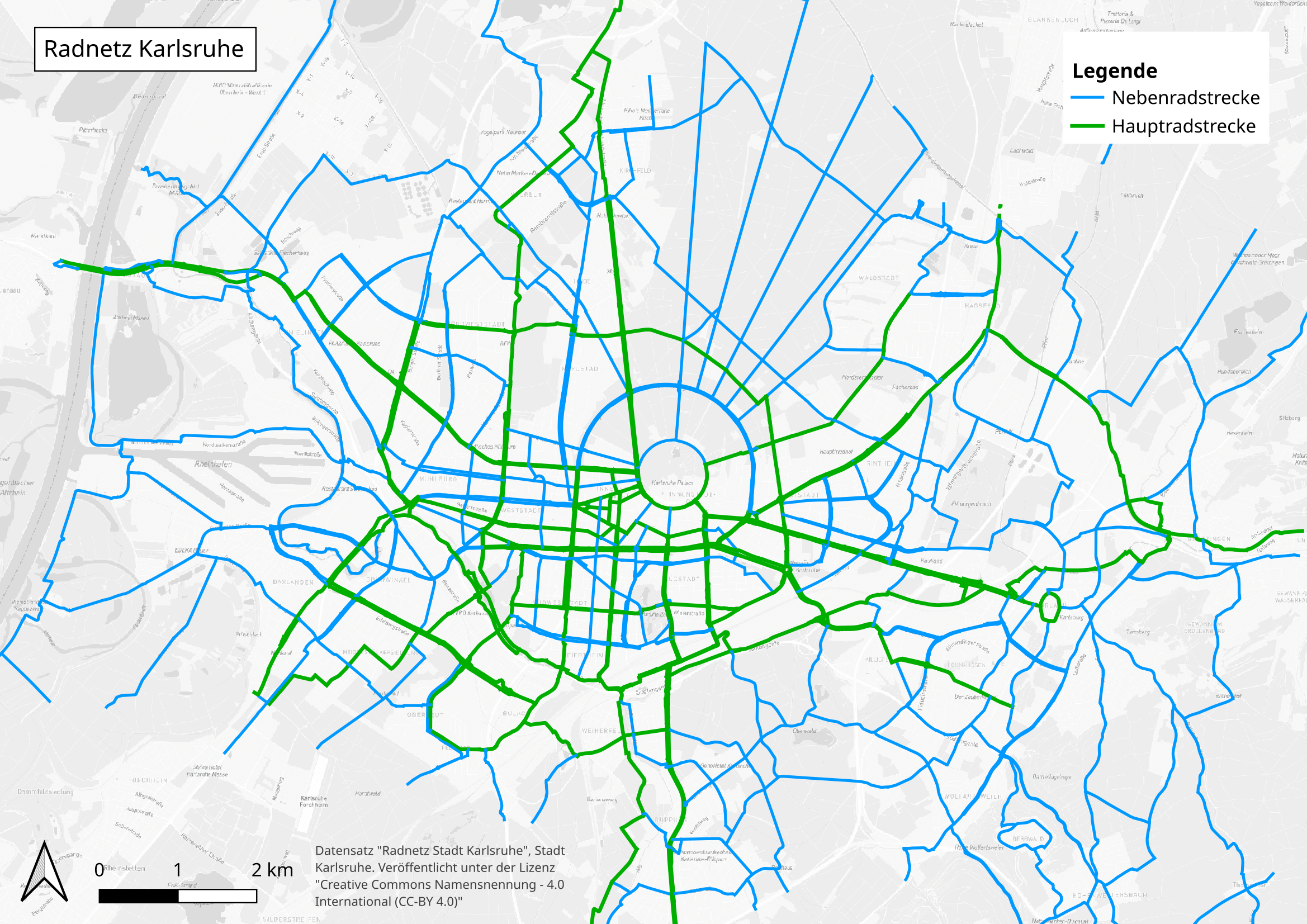
Das Radnetz der Stadt Karlsruhe, Stand März 2023

Zahlreiche Radwege und Rad- und Gehwege in Karlsruhe haben noch eine Benutzungspflicht, obwohl diese bereits seit 1998 hätte überprüft werden müssen und, soweit die Kriterien der StVO und VwV-StVO nicht eingehalten werden, entfernt hätte werden müssen.
In den Jahren seit etwa 2010 sind mehrere Fahrradstraßen eingerichtet worden. Die erste Fahrradstraße war 2015 die Bahnhofstraße. Einzelne Fahrradstraßen werden seit 2021 durch die Bevorrechtigung gegenüber Nebenstraßen aufgewertet. Fachliche Grundlage dafür sind die Musterlösungen für den Radverkehr des Landes Baden-Württemberg von 2017. Als erster Straßenzug ist die Sophienstraße zwischen Karlstraße, Reinhold-Frank-Straße und Schillerstraße mit Vorrang ausgestattet worden. Die große Mehrzahl der Fahrradstraßen ist bisher aber noch mit „Rechts vor Links“ geregelt (Stand Januar 2022: 8 Straßen).
In größeren Teilbereichen der Innenstadt sind Fußgängerzonen für den Radverkehr frei gegeben worden, teilweise auch als verkehrsberuhigter Bereich ausgewiesen. Der Ring um die zentrale Fußgängerzonen ist teilweise als Fahrradstraße ausgewiesen, so im Zirkel mit einer Unterbrechung für den Kfz-Verkehr und einem kurzen Teilstück, in dem Kfz-Verkehr nicht (mehr) zugelassen ist. Die zentrale Einkaufsstraße Kaiserstraße ist aufgrund von hohen Unfallzahlen nicht mehr für den Radverkehr freigegeben. Dort fuhr bis zur Eröffnung des Stadtbahntunnels die Straßenbahn Karlsruhe in dichter Taktfolge.
Durch Alltagsrouten aus dem RadNETZ Baden-Württemberg ist Karlsruhe 
- über die Stadtteile Mühlburg und Daxlanden und über Rheinstetten mit Rastatt,
- über die Stadtteile Dammerstock und Rüpurr mit Ettlingen,
- über die Stadtteile Durlach und Grötzingen und über Pfinztal mit Pforzheim,
- in Pfinztal abzweigend über Sulzfeld mit Bretten,
- über die Stadtteile Rintheim und Hagsfeld und über Stutensee mit Bruchsal,
- über den Stadtteil Neureut und über Eggenstein-Leopoldshafen mit Waghäusel und
- über den Stadtteil Knielingen Richtung Wörth am Rhein verbunden.

## Fahrrad-Wegweisung

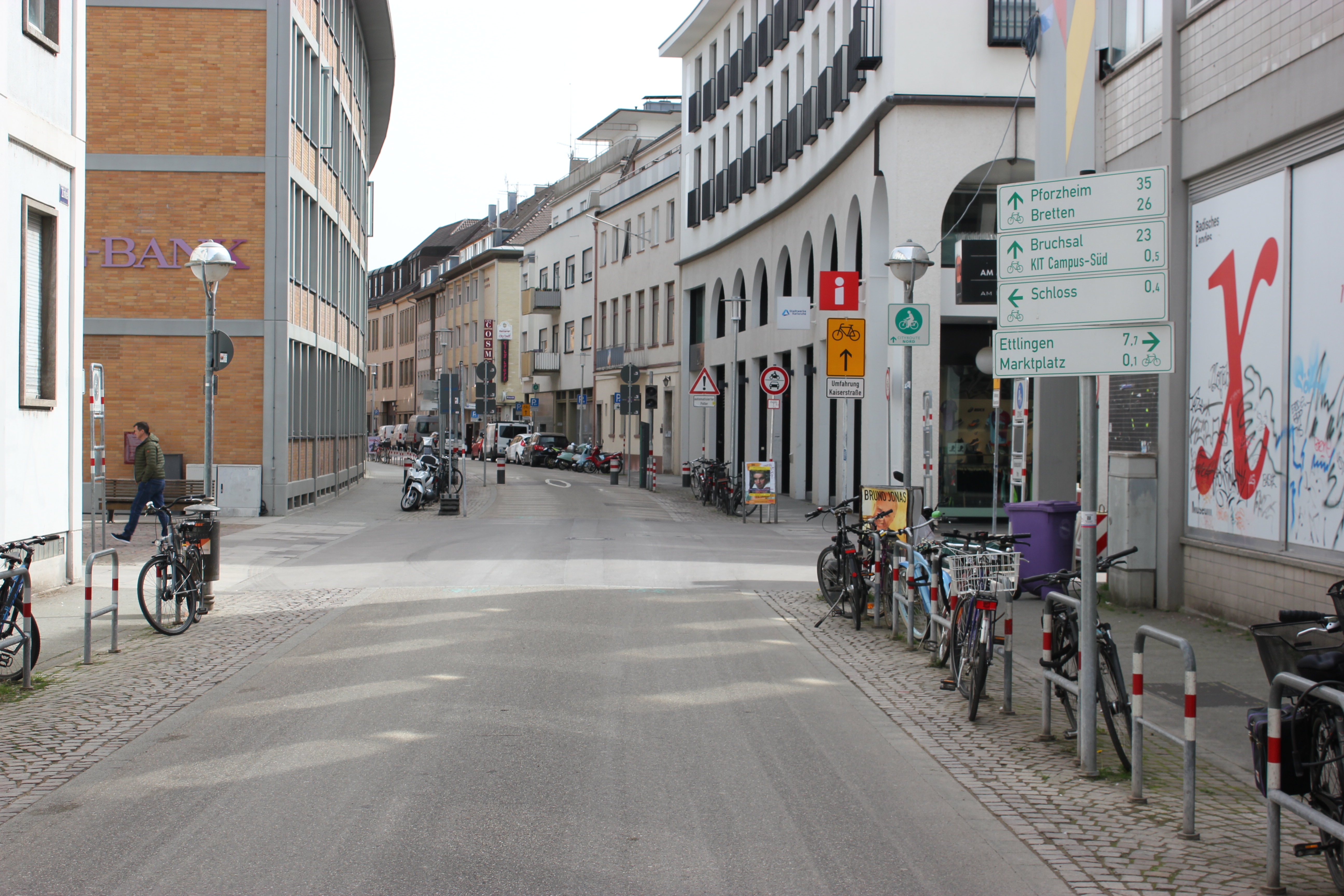
Beschilderung auf der City Route Nord

Fahrrad-Wegweisung wurde an den nicht immer schon anforderungsgerecht ausgebauten Radrouten bis 2010 flächendeckend aufgestellt. Inzwischen sind einzelne Ergänzungen hinzugekommen durch Netzverdichtungen in Folge des landesweiten Radverkehrsnetzes von Baden-Württemberg.

## Fahrradparken

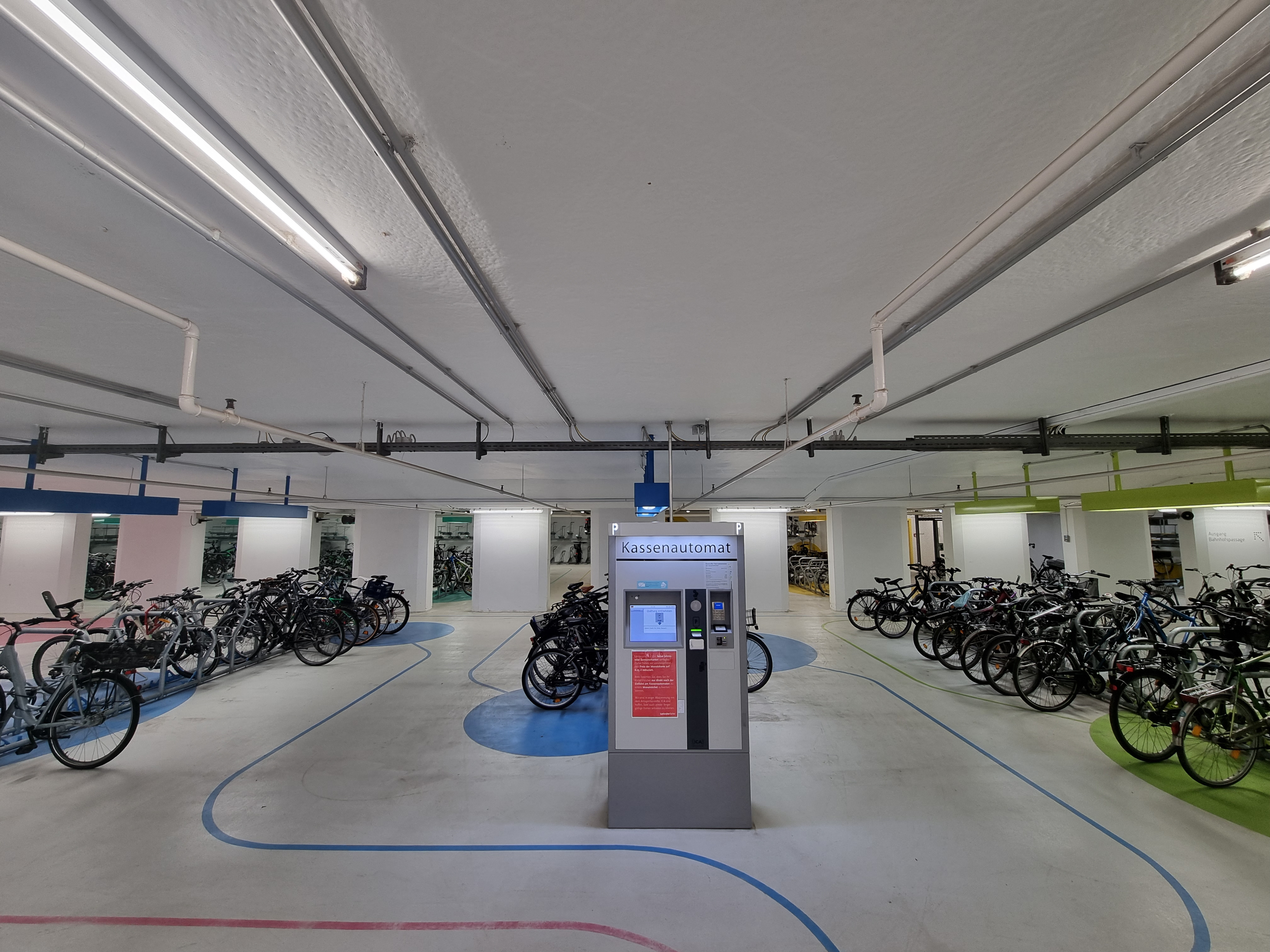
Fahrradstation Süd am Hauptbahnhof

Am Bahnhof gibt es zwei Fahrradstationen bzw. abgeschlossene Bereiche mit Zugangskontrolle, in denen Räder längere Zeit gesichert abgestellt werden können. An zahlreichen Stadtbahn-Haltestellen stehen, teilweise auch überdachte Abstellanlagen zur Verfügung, um Bike and ride zu unterstützen. Auch in der Innenstadt und an städtischen Einrichtungen stehen teils überdachte Fahrrad-Abstellanlagen bereit.

## Weitere Angebote
Als Fahrradverleihsystem besteht KVV-Bike, von Nextbike betrieben, von dem im gesamten besiedelten Stadtgebiet und in den Nachbarstädten Ettlingen, Rheinstetten und den weiter entfernten Städten Rastatt, Bruchsal, Gaggenau und Baden-Baden Räder zur Verfügung stehen. Ein gedruckter Fahrradstadtplan ist verfügbar.

## Größere Projekte in Planung
Siehe auch Radschnellwege in Baden-Württemberg.
In mehreren Verbindungen werden Radschnellverbindungen über die Stadtgrenzen hinaus geplant. Für die Radialen nach Wörth am Rhein und ins Pfinztal liegen Machbarkeitsstudien vor, dabei ist die Region Karlsruhe federführend gewesen. Beteiligt sind Stadt und Landkreis Karlsruhe. Für die Ziele Ein Zeitplan zur Umsetzung ist noch nicht öffentlich bekannt.
An zwei Radschnellverbindungen wird gerade in Zusammenarbeit mit dem Regierungspräsidium Karlsruhe geplant. Der Radschnellweg RS10 wird von Karlsruhe nach Ettlingen führen. Die Vorzugstrasse steht fest. Es wird mit Potenzialen von über 4.000 Radfahrenden pro Tag gerechnet. Der Radschnellweg RS13 wird von Karlsruhe bis nach Rastatt führen. Die Vorzugstrasse steht ebenfalls fest.

## Rahmenbedingungen
Karlsruhe ist Mitglied im eingetragenen Verein Arbeitsgemeinschaft fahrradfreundlicher Kommunen in Baden-Württemberg (AGFK-BW). Der frühere Karlsruher Baubürgermeister Michael Obert war lange Vorsitzender oder Vorstandsmitglied des Vereins.
Ein Überblick zu den städtischen Aktivitäten wurde 2015 bei einer Veranstaltung aus Anlass von 10 Jahren 20-Punkte-Programm  gegeben. Als Ziel wurde prägnant verkürzt gesagt, Karlsruhe wolle „das Bayern München des Radverkehrs werden“.
Nach einem erneuten BYPAD-Verfahren wurde 2021 vom Gemeinderat mit 38 zu 3 Stimmen das 'Karlsruher Programm für Aktive Mobilität’ beschlossen, mit dem programmatischen ersten Satz: „Die Stadt will ihre Position als führende Fahrrad-Großstadt Deutschlands beibehalten und ausbauen.“. Dieses umfasst jetzt auch Aussagen über die Förderung des Fußverkehrs und hat jetzt 25 Punkte.
Die Hochschule Karlsruhe hat eine der sieben Radverkehrs-Professuren erhalten, die vom Bundesverkehrsministerium ausgeschrieben worden waren. Sie betreibt das Radlabor, wo Studien- und Abschlussarbeiten mit Bezug zum Radverkehr bearbeitet werden.

## Radfernwege
Der Rheinradweg, gleichzeitig D-Route 8 und Eurovelo-Route 15, führt an beiden Ufern bis Karlsruhe, wechselt aber hier auf die linke Rheinseite. Zwischen Karlsruhe und der Höhe von Speyer ist ein rechtsrheinischer Rheinradweg nicht ausgeschildert.
Der Badische Weinradweg führt von Grenzach-Wyhlen am Hochrhein nach Laudenbach im Rhein-Neckar-Kreis, dabei werden sieben der neun badischen Weinanbaugebiete untereinander verbunden. Die Route verläuft dabei von Ettlingen über Durlach nach Weingarten (Baden).
Der Stromberg-Murrtal-Radweg führt von Karlsruhe nach Gaildorf und verbindet damit den Rheinradweg mit dem Kocher-Jagst-Radweg. Er beginnt am Rheinradweg und führt zunächst am Hauptbahnhof vorbei, über die Stadtteile Durlach und Grötzingen ins Pfinztal und weiter ab Königsbach-Stein nördlich an Pforzheim vorbei nach Maulbronn.
Der Schwarzwald-Radweg führt über 375 km von Karlsruhe über den Schwarzwaldkamm nach Lörrach.

## Wirkungen
2004 gab es einen Test „Radfahren in Städten“ des ADAC, bei dem Karlsruhe einen aus eigener Sicht enttäuschenden Platz 18, bei 22 beteiligten Großstädten bundesweit, erreichte.
2003 hatte Karlsruhe beim ADFC-Fahrradklimatest, einer bundesweiten Befragung von Radfahrern zur Bewertung der jeweils eigenen Stadt, nur den 11. Platz von damals bewerteten 35 Städten über 200.000 Einwohnern erreicht, mit einer Benotung von 3,65, was einer 4+ entsprach.
2012 wurde beim Platz drei unter den mittleren Großstädten erreicht, noch hinter Freiburg und Münster. 2015 war nur noch Münster vor Karlsruhe und 2018 und 2020 stand Karlsruhe ganz oben, so dass die Stadt ihren Anspruch aus dem 20-Punkte-Programm von 2005, „Fahrradstadt Nummer 1 in Süddeutschland“ zu werden, erfüllt und übertroffen hat.
Wie selbstkritisch dazu, auch von Verantwortlichen der Stadt, gesagt wurde, wurde der Spitzenplatz 2018 allerdings nur mit einer Bewertung von 3,15, also einem befriedigend als Schulnote, erreicht.
2020 wurde die Bewertung 3,07 erreicht. Damit wurden nur die jeweils deutlich kleineren Städte Bocholt und Nordhorn und die noch kleineren Städte Baunatal, Meckenheim (Rheinland), Westerstede, Rietberg, Coesfeld mit (deutlich oder nur etwas) besseren Noten bewertet. Der Platz des Spitzenreiters konnte vor allem auch deswegen erreicht werden, weil Münster in den Bewertungen in diesen Fahren schlechter abgeschnitten hat als in den Jahren zuvor.
2022 wurde Karlsruhe mit 3,09 wieder von Münster (3,04) überholt, blieb aber vor Freiburg (3,11).
Beim ADAC-Monitor Mobil in Städten 2021, einer Befragung in 29 ausgewählten Städten von etwa 170.000 bis 366.000 Einwohnern (also ohne die größten deutschen Städte) schneidet Karlsruhe beim Radverkehr nach Münster am zweitbesten ab, mit 38 (Zufriedenheitsindex in Prozentpunkten von −100 bis +100). Da die Zufriedenheit beim Fußverkehr (37), beim ÖPNV (26) wie beim Autoverkehr (−11) deutlich geringer sind, wird damit insgesamt nur ein mittlerer Wert von 23 erreicht, während Münster dank einer hohen Zufriedenheit auch für den Fußverkehr (51) mit 35 insgesamt den ersten Platz einnimmt.

## Kritik
In Zeitschriften des ADFC und des VCD sowie in Blogeinträgen sind kritische Stimmen zur städtischen Radverkehrspolitik und -planung sowie zur örtlichen Realität zu lesen. So wird beispielsweise kritisiert, dass in Fahrradstraßen bisher kaum einmal Kfz-Verkehr reduziert wurde oder dass Ampelprogramme den Radverkehr (und Fußverkehr) häufig eher behindern als fördern. Die Tageszeitung Badische Neueste Nachrichten (BNN) hat eine Rubrik Radreporter, die das Thema im Sommerhalbjahr regelmäßig aufnehmen.
Im Vergleich zu zahlreichen anderen deutschen Städten gab es in Karlsruhe erst 2023, und damit vergleichsweise spät eine Radentscheid-Initiative. Diese verhandelt aktuell mit dem Gemeinderat über einen Beschluss, um wesentliche Ziele des Radentscheids in das städtische Handeln zu integrieren (Stand 1/2024). Das ursprüngliche Bürgerbegehren wurde von der Stadtverwaltung für unzulässig befunden.